# Bâtiment administratif du gouvernement (Turku)
Le bâtiment administratif du gouvernement (finnois : Valtion virastotalo) est un bâtiment de bureaux à Turku en Finlande.

## Le bâtiment
Le bâtiment dont la construction s'est achevée en 1967 est conçu par les architectes Risto-Veikko Luukkonen et Helmer Stenros.
Il est situé sur les rives du fleuve Aura, entre le théâtre municipal de Turku et le musée Wäinö Aaltonen.
L'immeuble de bureaux compte 10 étages et une surface de plancher brute d'environ 28 000 mètres carrés. 
L'immeuble appartient actuellement aux Propriétés du Sénat. 
Le bâtiment a été entièrement rénové entre 2009 et 2012.
Le parc devant le bâtiment abrite la fontaine Soihtu sculptée par Terho Saki et Carro Celeste de Mariella Bettineschi.